# Milan Dubrović
Milan Dubrović (* 26. November 1903 in Wien; † 11. September 1994 ebenda) war ein österreichischer Publizist, Chefredakteur und Herausgeber.

## Leben
Milan Dubrović entstammte einer altösterreichischen Beamtenfamilie. Sein Vater war ein k.u.k.-Beamter aus Dalmatien, seine Mutter eine Niederösterreicherin. Er studierte Kunstgeschichte und Soziologie und schlug danach eine Journalisten-Laufbahn ein.
Ab 1927 arbeitete er für das Kulturressort der Wiener Allgemeinen Zeitung. 1930 wechselte Dubrović zum Neuen Wiener Tagblatt, für das er bis 1945 als Redakteur arbeitete. Zum 1. Januar 1941 trat er der NSDAP bei (Mitgliedsnummer 8.471.002), wurde aber 1945 aus unbekannten Gründen ausgeschlossen. Nachdem die Zeitung eingestellt worden war, schrieb er zunächst für den Feuilleton der wiedergegründeten Presse. Später wechselte Dubrović in die Chronik, deren Führung er übernahm.
1953 wurde Dubrović Chefredakteur der Presse und blieb bis 1961 in dieser Position. Nach seinem Ausscheiden aus der Presse entsandte ihn Bruno Kreisky im selben Jahr als österreichischen Presse- und Kulturattaché nach Bonn. Nach seinem Ausscheiden aus dem diplomatischen Dienst fungierte Dubrović von 1970 bis 1977 als Herausgeber der Wochenpresse.
Dubrović war ab 1980 Mitglied der Loge Zur Bruderkette.

## Wirken
Die Frankfurter Allgemeine Zeitung schrieb Dubrović Noblesse ohne Snobismus, umfassende Bildung frei von Dünkel und humanes Verstehen zu und bezeichnete ihn als einen Denker, beheimatet in Österreichs Literatur und Kunst.
Mit der Kulturszene der Hauptstadt kam er bereits früh in Berührung. Schon im Alter von 15 Jahren soll er beinahe täglich im Café Herrenhof in der Wiener Herrengasse anzutreffen gewesen sein. Dort verkehrten die Vertreter der klassischen Wiener Moderne wie Franz Werfel, Friedrich Torberg oder Alexander Lernet-Holenia, aber auch der Literaturkritiker Ernst Polak.
Seine Erinnerungen schilderte er in seinem Buch Veruntreute Geschichte, wo er eine detaillierte Beschreibung der Wiener Literaturszene vor 1938 liefert.

## Publikationen
- Veruntreute Geschichte. Die Wiener Salons und Literatencafés. Zsolnay, Wien 1985, ISBN 3-552-03705-5.

## Auszeichnungen
- 1964: Verdienstkreuz 1. Klasse des Verdienstordens der Bundesrepublik Deutschland (22. Juni)
- 1966: Großes Ehrenzeichen für Verdienste um die Republik Österreich (10. Februar)
- 1969: Großes Verdienstkreuz des Verdienstordens der Bundesrepublik Deutschland (3. November)
- 1978: Goldenes Ehrenzeichen für Verdienste um das Land Wien (4. Oktober)
- 1993: Großes Silbernes Ehrenzeichen für Verdienste um die Republik Österreich (15. Oktober)